# 교황 파스칼 1세
교황 파스칼 1세(라틴어: Paschalis PP. I, 이탈리아어: Papa Pasquale I)는 제98대 교황(재위: 817년 1월 25일 ~ 824년 2월 11일)이다.

## 일대기
파스칼 마시미(Pascale Massimi)는 로마 태생으로 보노수스와 그의 아내 테오도라 사이에서 태어났다. 파스칼은 산토스테파노로톤도 성당의 아빠스로 지내다가, 교황 스테파노 4세가 선종한 지 하루도 채 지나지 않아서 실시된 성직자들의 투표에서 많은 표를 받아 후임 교황으로 선출되었다. 파스칼 1세의 선출은 루트비히 1세 황제의 승인을 얻기 전에 이루어졌기 때문에, 이에 대한 양해를 구하기 위한 것이 파스칼 1세가 교황으로서 첫 번째로 해야 할 일이 되었다. 파스칼 1세는 테오도로를 특사로 보내서 황제에게 로마의 파벌 싸움을 방지하기 위해서 어쩔 수 없이 신속하게 교황 선출이 이루어질 수 밖에 없었다는 사정을 설명하도록 하였다. 황제를 만난 테오도로는 황제가 파스칼 1세의 선출을 축하하며, 교황령에 대한 그의 주권은 물론 향후 교황 선출에 있어서 자유권을 보장한다는 내용을 담은 문서 《Pactum cum Pashali pontiff》를 갖고 로마로 돌아왔다. 그러나 나중에 역사학자들은 파스칼 1세가 황제와 전혀 우호적인 관계가 아니었다는 점을 지적하며 이 문서의 신빙성에 이의를 제기하고 있다. 파스칼 1세는 또한 로마 귀족들과 돈독한 관계를 맺는 데도 실패했다.
파스칼 1세는 동로마 제국의 성상 파괴 운동에 반대하여 핍박받고 추방당한 수도자들에게 은신처를 제공했을 뿐만 아니라, 로마에 있는 성당들을 장식하기 위해 모자이크화 예술가들을 초빙하기까지 하였다. 파스칼 1세는 갈리스토 카타콤바에 있는 성녀 체칠리아의 시신을 발굴하고, 산타 체칠리아 인 트라스테베레 성당과 산타 마리아 인 도미니카 성당을 건축하도록 지시한 공로를 인정받고 있다. 그는 또한 산타 프라세데 성당을 대대적으로 보수하도록 지시하였다.
822년 파스칼 1세는 랭스 대주교 에보를 스칸디나비아반도에 교황 특사로 파견하였다. 에보는 당시 비기독교인이었던 덴마크인들을 개종시키기 위해 그들 앞에 나가서 설교를 하는 등 여러 가지 시도를 하였으나 무위에 그쳤다. 훗날 에보의 뒤를 이어 안스가리오가 복음 사업을 이어받았다.
823년 파스칼 1세가 루트비히 1세의 아들 로타르 1세의 대관식을 집전함으로써, 로타르 1세는 이탈리아의 국왕으로 즉위하였다. 이 사건은 교황에게 왕을 임명할 수 있는 권리를 갖는다는 하나의 전례가 되었다. 로타르 1세는 직접적으로 파르파 수도원의 소송에 개입하여 교황청 직원들이 횡령한 수도원의 재산을 되돌려 주도록 만들었다. 이 일로 로마의 귀족들은 격분하였으며, 특히 이탈리아 북부에서는 파스칼 1세의 특사로 파견된 적이 있었던 테오도로와 그의 아들 레오네가 주동하여 교황청의 권위에 도전하는 사태가 일어났다. 반란은 신속하게 진압되었으며, 이를 주동하였던 테오도로와 레오네는 라테라노에서 사로잡힌 후 눈알이 뽑히고 참수형을 받았다. 이들이 신속하게 처형된 이유가 교황이 반란에 관여했다는 의혹을 덮어버리기 위해서라는 의혹이 제기되자, 황제는 이를 조사할 두 명의 조사관을 파견하였다. 파스칼 1세는 황실 법정의 권위에 복종하기를 거부했지만, 자신이 반란 사건에 개입했다는 것을 전면적으로 부인하는 선서를 하였다. 아헨으로 돌아간 조사관들은 루트비히 황제에게 더 이상 이 문제에 신경쓰지 말라고 조언하였다. 파스칼 1세는 그로부터 얼마 안가 선종하였으며, 로마 교황청은 그의 시신을 종래의 성 베드로 대성전이 아닌 그의 어머니 에피스코파 테오도라의 모자이크가 그려진 산타 프라세데 성당에 안장하였다.
파스칼 1세는 훗날 시성되었으며, 그의 축일은 1963년 이전에는 5월 14일이었으나 현재는 2월 11일로 변경되었다.

## 같이 보기
- 교황 목록